# Gyorsforgalmi út

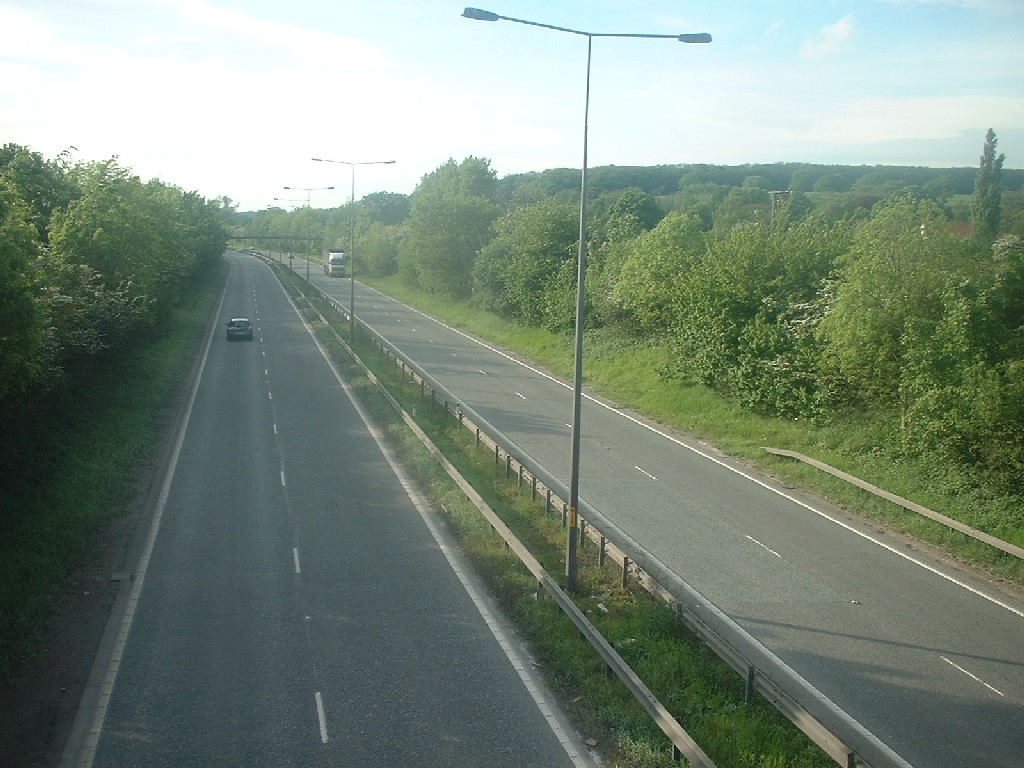
Gyorsforgalmi út Angliában

A KRESZ rendelkezése szerint lakott területen kívül egyéb úton (tehát a főút minősítésű nem gyorsforgalmi úton) is leggyorsabban személygépkocsival lehet haladni, és azzal is legfeljebb 90 km/óra sebességgel szabad közlekedni. Ez a határérték már nem léphető túl balesetveszély nélkül[forrás?], az ilyen utaknak sem vonalvezetése, sem méretei, sem műszaki paraméterei nem engednek meg ennél többet.

## A gyorsforgalmi út
A gyorsforgalmi utak (angol fordításban: controlled-access highways) a településeket elkerülő, nagyobb városokat, országrészeket, országokat összekötő útvonalak, amelyek mind a személy-, mind az áruszállításban forradalmasították a közúti közlekedést.
Az első nagy sebességű utak a 20. század első felében a gazdag országokban épültek meg: az Amerikai Egyesült Államokban, Olaszországban, Németországban. Az árucsere időtényezője rövidül, a szállítás biztonságosabb, azaz a versenyképesség fokozódik. Ma is az a felfogás, hogy a fejlett úthálózat a gazdasági felemelkedés záloga.
A gyorsforgalmi út: nagy utazási sebességre (ma már 120–150 km/óra) tervezett, rendszerint irányonként elválasztott, ez esetben szintbeli csomópontoktól mentes, többsávos útpálya, ahol a gyorsabb járművek akadálytalanul tudnak előzni.
A gyorsforgalmi utak sajátosságai:
- különválasztott útpályák,
- külön-szintű csomópontok,
- nagyobb ívű vonalvezetés,
- kisebb dőlésszögű lejtők-emelkedők,
- nagyobb útméretek,
- út menti korlátok,
- vadvédő kerítések,
- többszörös közlekedési jelzések (út mellett, út felett),
- megkönnyített éjszakai vezetés,
- leállósáv,
- segélytelefon,
- pihenőhelyek,
- étkezési lehetőségek,
- szállás-lehetőségek,
- töltőállomások,
- környezetkímélő falak,
- teljes szélességű téli üzem,
- folyamatos útfelügyelet,
- rendszeresen ápolt növényzet stb.

A gyorsforgalmi út tkp. gyűjtőfogalom, egybefoglalja az autópálya, a gyorsút és az autóút fogalmát. Ezeket az utakat a KRESZ-ben meghatározott jelzőtábla jelöli, csak gépjárműforgalom számára vannak fenntartva, rájuk felhajtani, illetve róluk lehajtani csak forgalmi csomópontokban lehet.

### Autópálya

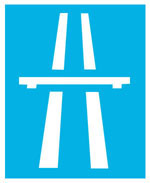

Nagy távolságú – országok, országrészek illetve régiók közötti – és jelentős nemzetközi forgalmat lebonyolító és azt a legmagasabb minőségi színvonalon kielégítő, irányonként legalább két forgalmi sávval rendelkező osztott pályás utak. A gépjárművek és az utasok tájékoztatása, illetve ellátása magas színvonalú.
Az út menti ingatlanokhoz közvetlen csatlakozást, szintbeni vasúti átjárót és tömegközlekedési megállóhelyet létesíteni nem lehet.
Leggyakoribb angol neve: motorway (UK), freeway (USA).

### Autóút

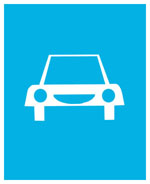

Közepes távolságú forgalmat bonyolítanak le, régiókat kötnek össze és a jelentősebb forgalmi irányokból (gazdasági, idegenforgalmi, kulturális stb. központokból) a forgalomnak az autópályára történő rávezetését biztosítják. Irányonként két sávval rendelkező autóúton csak külön szintű csomópont létesíthető, és a forgalmi irányokat fizikailag is el kell választani. Irányonként egy forgalmi sávval rendelkező úton minden keresztezés szabályozott és az autóút átmenő út forgalmának elsőbbsége biztosított.
Angol fordítása: expressway

### Gyorsút
A gyorsutak megvalósítási céljukat tekintve regionális viszonylatokban magas szolgáltatási szintű kapcsolatot biztosítanak a megyei jogú városok és az ipari-technológiai központok számára, továbbá biztosítják az egyes kisebb jelentőségű tranzitkapcsolatok létrehozását. A gyorsutak fő műszaki jellemzőket tekintve – általános esetben – 110 km/órás tervezési sebességű, 2x2 sávos, osztott pályás, csökkentett keresztmetszetű, burkolt üzemi sáv nélküli utak, amelyek a gépjárművek visszatartására alkalmas fizikai elválasztással, valamint különszintű, illetve szabályozott szintbeni csomópontokkal rendelkeznek. Nyomvonaluk – Magyarországon 27 általános esetben (2015-ben) – települési átkelést nem tartalmaz, de indokolt esetben rövid szakaszon – a megfelelő védelmi (forgalombiztonsági és környezetvédelmi) eszközök biztosításával – érinthet lakott területet, haladhat lakóterületek között rendelkezésre álló beépítetlen folyosóban, illetve gazdasági, kereskedelmi területhasználatú környezetben.
Angol fordítása: high-speed highway.